# Melanagromyza verdata
Melanagromyza verdata este o specie de muște din genul Melanagromyza, familia Agromyzidae, descrisă de Spencer în anul 1961. Conform Catalogue of Life specia Melanagromyza verdata nu are subspecii cunoscute.